# 焼津郵便局
焼津郵便局（やいづゆうびんきょく）は静岡県焼津市にある郵便局。民営化前の分類では集配普通郵便局であった。

## 概要
住所：〒425-8799 静岡県焼津市焼津1-4-1

### 分室
分室はなし。過去に存在した分室は以下のとおり。
- 保険分室 - 1953年（昭和28年）に廃止。

## 沿革
- 1874年（明治7年）7月 - 城ノ腰（じょうのこし）郵便取扱所として開設[1]。
- 1875年（明治8年）1月1日 - 城ノ腰郵便局（五等）となる。
- 1890年（明治23年）4月1日 - 為替取扱を開始。
- 1893年（明治26年）7月1日 - 移転とともに焼津郵便局に改称。
- 1900年（明治33年）3月1日 - 焼津郵便電信局となる。
- 1903年（明治36年）4月1日 - 通信官署官制の施行に伴い焼津郵便局となる。
- 1950年（昭和25年）12月1日 - 保険分室を設置[2]。
- 1953年（昭和28年）11月30日 - 焼津市焼津から、同市新屋に局舎を新築、移転するとともに、電話通話事務の取扱を開始。同日、保険分室を廃止。
- 1955年（昭和30年）10月1日 - 大富郵便局から集配業務を移管。
- 1956年（昭和31年）9月21日 - 和文電報受付事務の取扱を開始。
- 1969年（昭和44年）8月 - 局舎落成。
- 1987年（昭和62年）3月23日 - 焼津市栄町五丁目から、同市焼津一丁目に局舎を新築、移転。
- 1998年（平成10年）9月1日 - 外国通貨の両替および旅行小切手の売買に関する業務取扱を開始。
- 2007年（平成19年）10月1日 - 民営化に伴い、併設された郵便事業焼津支店に一部業務を移管。
- 2012年（平成24年）10月1日 - 日本郵便株式会社発足に伴い、郵便事業焼津支店を焼津郵便局に統合。

## 取扱内容
- 郵便、印紙、ゆうパック、内容証明
- 貯金、為替、振替、振込、国際送金、外貨両替・トラベラーズチェック、国債、投資信託
- 生命保険、バイク自賠責保険、自動車保険
- ゆうゆう窓口
- 「425-00xx」区域（焼津市（旧志太郡大井川町域を除く））の集配業務
- ゆうちょ銀行ATM

## 周辺
- 焼津市役所
- 焼津神社
- 焼津漁港
- 焼津市立焼津中学校
- 焼津市立焼津東小学校

## アクセス
- JR東海道本線 焼津駅から南西へ約600m（徒歩約7分）
- しずてつバス 焼津郵便局前停留所下車
- 東名高速道路 焼津ICから南東へ約2.5km
- 駐車場あり：18台